# Et skud i mørket
Et skud i mørket è un cortometraggio muto del 1913 diretto da Eduard Schnedler-Sørensen. Prodotto e distribuito dalla Nordisk, aveva come interpreti Valdemar Psilander,  Ebba Thomsen,  Lily Frederiksen,  Amanda Lund.

## Trama
Johnson, un giovane avvocato, approfitta dell'assenza di sua moglie Eva andata in vacanza con la loro bambina, per incontrare Lizzie, la sua ex. Al rientro della moglie, lui non riesce a nasconderle l'avventura, confessandole tutto. Eva, allora, decide di lasciare il marito: prende la piccola Dorothy e, insieme alla domestica, si trasferisce altrove. Passa qualche tempo. Dorothy si ammala ed Eva si premura di avvisare il padre della malattia che ha colpito la loro bambina. Lui chiede di poterle fare visita e gli viene fissato un appuntamento per le undici di sera. Quando si reca al capezzale della piccola, ormai è quasi notte. Nella stanza accanto, Eva, molto stanca, si è appisolata. All'improvviso, sente dei rumori provenire dalla camera della figlia: messa sul chi vive, afferra una rivoltella e si precipita dentro, convinta di sorprendervi qualche malvivente. Nel buio, non riconosce il marito e presa dallo spavento e dalla concitazione, spara un colpo. L'uomo resta colpito ma, per fortuna, viene ferito solo leggermente a un braccio. L'emozione provocata dall'incidente contribuisce al riavvicinamento dei due coniugi che, riappacificati, possono ora prendersi cura insieme della piccola malata.

## Produzione
Il film fu prodotto dalla Nordisk Film Kompagni.

## Distribuzione
In Danimarca, il film - un cortometraggio in una bobina - fu distribuito dalla Nordisk Film Kompagni che lo presentò in prima al Biograf-Theatret di Copenaghen il 19 giugno 1913. Importato dalla Great Northern Film Company, fu distribuito negli Stati Uniti il 26 luglio 1913 dalla Exclusive Supply Corporation con il titolo inglese A Shot in the Dark.